# Sphinctopsylla ares
Sphinctopsylla ares är en loppart som först beskrevs av Rothschild 1911.  Sphinctopsylla ares ingår i släktet Sphinctopsylla och familjen Stephanocircidae. Inga underarter finns listade i Catalogue of Life.